# Adetus costicollis
Adetus costicollis es una especie de escarabajo del género Adetus, familia Cerambycidae. Fue descrita científicamente por Bates en 1872.
Habita en Guatemala, Honduras, México, Nicaragua y Panamá. Los machos y las hembras miden aproximadamente 9-12,72 mm. El período de vuelo de esta especie ocurre en el mes de mayo.